# Scorpia (organisatie)
Scorpia is een fictieve internationale terroristische organisatie in de boeken van Alex Rider door Anthony Horowitz. Zij wordt vermeld in: Eagle Strike, Scorpia, Snakehead en Scorpia Rising.

## Inhoud

### Eagle Strike
Na de crash van Air Force One vertelt de stervende Yassen Gregorovich dat Alex' vader huurmoordenaar was geweest. Zijn laatste woorden zijn: "Ga naar Venetië. Zoek Scorpia. Dan zul je je noodlot vinden..." Alex beseft dat hij Yassens advies moet opvolgen.

### Scorpia
Door een stom toeval belandt Alex in Venetië waar hij direct begint met zijn zoektocht naar Scorpia. Als hij aankomt op Malogosto is Alex lid ervan geworden. Hij doet dit om in de voetsporen van zijn vader John te treden. Hij weet niet dat John eigenlijk voor MI6 werkte en geïnfiltreerd was in Scorpia, net als Alex. Inmiddels heeft Scorpia snode plannen om alle schoolkinderen uit te roeien door middel van nanotechnologie. Kleine gifspuitjes, beschermd door een dun goudlaagje die ingespoten werden onder het mom van vaccins. Ook Alex kreeg een gifspuitje, hij had zogezegd extra vitaminen nodig na een steekproef. Als Alex later terug bij MI6 is, moet hij voorkomen dat de Scorpia-leider de gifspuitjes activeert.

### Snakehead
Na een ruimteavontuur komt Alex in contact met zijn peetvader Ash, die hem helpt in een nieuwe missie waar ook Scorpia bij betrokken is. Alex weet niet dat Ash eigenlijk aan de kant van Scorpia staat. Hij vertrekt met Ash naar Bangkok om te infiltreren in een snakehead. Tijdens een reis per containerschip vindt Alex een bom. Later blijkt dat Majoor Yu, de Scorpia-leider, er een tsunami  mee wil veroorzaken, om zo de leden van de G8 te doden. Net op tijd voorkomt Alex de tsunami.

### Crocodile tears
Journalist Harold Bulman stelt Alex op de proef als hij zijn ooms graf bezoekt. Bulman stuurt drie  kleerkasten op Alex af die beweren dat ze de dood van Majoor Yu komen wreken. Alex verslaat hen alle drie terwijl Bulman alles fotografeert.

### Scorpia Rising
Scorpia is het beu dat Alex hun plannen torpedeert. Ze bedenken een plan om Alex uit te schakelen en hun blazoen op te poetsen na hun 2 mislukkingen.

#### Het plan van Scorpia
Wanneer de Amerikaanse minister van Buitenlandse zaken een toespraak in Caïro komt doen, zal Julius Grief (Alex' dubbelganger en doodsvijand) haar en Alex doodschieten. Scorpia zal bewijzen dat Alex als MI6-agent hier betrokken bij was en dat MI6 dus een 15-jarige jongen als spion inzet. Dan zal Scorpia de Britse regering chanteren door te zeggen dat de media het niet te weten komt als MI6 de Elgin-friezen, een antiek Grieks beeldhouwwerk in het Londens museum, terug aan Griekenland geeft.